# Frank Irons
Francis Cleveland „Frank” Irons (ur. 23 marca 1886 w Des Moines, zm. 19 czerwca 1942 w Palatine w stanie Illinois) – amerykański lekkoatleta, mistrz olimpijski z Londynu z 1908 w skoku w dal.
Irons wystartował na igrzyskach olimpijskich w 1908 w Londynie w czterech konkurencjach. W skoku w dal zdecydowanie zwyciężył wynikiem 7,48 m, który był nowym rekordem olimpijskim i trzecim ówczesnym rezultatem w historii (dalej skoczyli tylko Peter O’Connor i Myer Prinstein). Następnego zawodnika wyprzedził o 39 cm. W pozostałych konkurencjach nie odniósł takich sukcesów. W skoku wzwyż z miejsca zajął 8. miejsce (wraz z kilkoma innymi zawodnikami), w trójskoku był szesnasty, a w skoku w dal z miejsca był poza pierwszą szóstką (dokładnego miejsca nie udało się ustalić).
Irons następnie zdobył mistrzostwo Stanów Zjednoczonych (AAU) w skoku w dal w 1909 i 1910 i w trójskoku w 1909. Na igrzyskach olimpijskich w 1912 w Sztokholmie był uważany za jednego z faworytów skoku w dal, ale, daleki od swej formy sprzed 4 lat, skoczył tylko 6,80 m, co dało mu 9. miejsce. Na tych samych igrzyskach wystąpił w drużynie baseballu, który był dyscypliną pokazową.